# Грёдиг (футбольный клуб)
«Грёдиг» (нем. Sportverein Grödig) — австрийский футбольный клуб из города Грёдиг, выступающий в австрийской региональной лиге. Основан 20 марта 1948 года. Домашние матчи проводит на стадионе Дас.Голдберг-Штадион, вмещающем 4 132 зрителя.

## Достижения
- 1-е место в Региональной лиге «Запад»: (1)

2007/2008
- 1-е место в Первой лиге Австрии: (1)

2012/2013
- 3-е место в Австрийской Бундеслиге: (1)

2013/2014